# Argomento di Frattini
In algebra, e più precisamente in teoria dei gruppi, l'argomento di Frattini è un lemma importante ai fini dello studio della struttura dei gruppi finiti.
Il suo nome deriva da Giovanni Frattini, che lo utilizzò nel 1885 in relazione al sottogruppo di Frattini di un gruppo. In realtà, come affermato dallo stesso Frattini, l'argomento era già stato usato da Alfredo Capelli nel 1884. Per questo motivo, nella manualistica può trovarsi citato anche con il nome di argomento di Frattini-Capelli.

## Enunciato
L'argomento di Frattini afferma che se un gruppo finito G ha un sottogruppo normale H e se H ha un p-sottogruppo di Sylow P allora
G = NG(P)H,
dove NG(P) denota il normalizzatore di P in G.

## Dimostrazione
Secondo l'ipotesi, P è un p-Sylow di H, cosicché anche i suoi  H-coniugati h−1Ph sono p-sottogruppi di Sylow inclusi in H. Siccome H è normale in G, allora l'azione di coniugio di un elemento g ∈ G manda P in H su uno dei suoi H-coniugati (si veda la voce Teoremi di Sylow).
Quindi:
g−1Pg = h−1Ph,
da cui
hg−1Pgh−1 = P,
così che
gh−1 ∈ NG(P),
quindi g ∈ NG(P)H. Ma g ∈ G era arbitrariamente scelto, così che G = HNG(P) = NG(P)H.
Q.E.D.

## Applicazioni
- L'Argomento di Frattini può essere usato come una dimostrazione del fatto che ogni gruppo nilpotente finito è il prodotto diretto dei suoi sottogruppi di Sylow.
- Applicando l'argomento di Frattini a NG(NG(P)), si può mostrare che NG(NG(P)) = NG(P) quando G è un gruppo finito e P è un p-Sylow di G.
- Più in generale, se un sottogruppo M ≤ G contiene NG(P) per qualche P p-Sylow di G, allora M è un sottogruppo auto-normalizzante, vale a dire, M = NG(M).

Dimostrazione: M è normale in H := NG(M), e P è un p-Sylow di M, così che si può applicare l'argomentazione di Frattini al gruppo M e al suo p-sottogruppo di Silow P, ottenendo che NH(P)M = H.  Siccome NH(P) ≤ NG(P) ≤ M, si ottiene la catena di inclusioni M ≤ H =  NH(P)M ≤ M M = M, quindi M = H.
Q.E.D.